# Квемо-Ахалшени
Квемо-Ахалшени (груз. ქვემო ახალშენი) — село в Грузии, на территории Тетрицкаройского муниципалитета края (мхаре) Квемо-Картли.

## География
Село находится в юго-восточной части Грузии, на правом берегу реки Кор-Храми (левый приток реки Храми), на расстоянии приблизительно 5 километров (по прямой) к юго-западу от города Тетри-Цкаро, административного центра муниципалитета. Абсолютная высота — 873 метра над уровнем моря.

## Население
По результатам официальной переписи населения 2014 года постоянное население в Квемо-Ахалшени отсутствовало.
| Год  | Население, человек |
| ---- | ------------------ |
| 2002 | 0                  |
| 2014 | 0                  |